# Электроакустика
Электроакустика — раздел акустики, занимающийся вопросами приёма, записи и воспроизведения звука при помощи электрических приборов, также электроакустика изучает электрические колебания и их преобразования в звук.

## Описание
Электроакустика применима к системам вещания, радиотелефонной связи, звукоусиления, звукового сопровождения телевидения, записи и воспроизведения звука и т. д., а именно, распространение звука, характеристики слуха, акустических сигналов, электроакустической аппаратуры, помещений, радио- и телестудий, систем звукоусиления и озвучения, а также вопросы передачи акустических сигналов, в том числе понятность и разборчивость речи, и методика акустических измерений.